# Ichneumon nigrator
Ichneumon nigrator är en stekelart som beskrevs av Müller 1776. Ichneumon nigrator ingår i släktet Ichneumon och familjen brokparasitsteklar. Inga underarter finns listade i Catalogue of Life.